# Borboropactus silvicola
Borboropactus silvicola är en spindelart som först beskrevs av Lawrence 1938.  Borboropactus silvicola ingår i släktet Borboropactus och familjen krabbspindlar. Inga underarter finns listade.